# برف‌شکن (مجموعه تلویزیونی)
برف‌شکن (به انگلیسی: snowpiercer) یک سریال تلویزیونی مهیج پسا آخرالزمانی است که از شبکه TNT در ۱۷ می ۲۰۲۰ پخش شد. این سریال، بر اساس رمانی مصور از کشور فرانسه در سال ۱۹۸۲ و فیلمی کره‌ای به همین نام به کارگردانی بونگ جون-هو (Bong Joon-ho)، ساخته شده‌است. در این سریال بدون در نظر گرفتن اتفاقات و رخدادهای قبلی فیلم، داستان و شخصیت‌ها از نو خلق می‌شوند. داستان آن از این قرار است که بعد از یک فاجعه جوی، تنها بازماندگان زمین در قطاری به نام برف شکن زندگی می‌کنند.

## بازیگران و شخصیت‌ها
- جنیفر کانلی در نقش ملانی کاویل: ملانیا رئیس قدرتمند هاسپیتالیتی (دپارتمان مسئول روابط آرام) و وویس آف ترین (مسئول ساخت اعلامیه‌های روزانه سیستم PA) در برف شکن است. اگرچه بسیاری از همسالان او از مسافرینی که از طبقه پایین برخوردار هستند، دلهره آور هستند، اما ملانیا به دلیل اینکه از بدو ورود به آنجا آمده، کنجکاوی آنها را مجذوب خود می‌کند و بسیاری از همدردی‌های خود را توضیح می‌دهد. به نظر اکثر قطار، ملانیا نماینده آقای ویلفورد در انتقال سفارش‌ها به مسافران و خدمه است. بعداً فاش می‌شود که ملانیا هویت و مقام خود را به عنوان مهندس بزرگ اسنوبیرسر به عهده گرفته و طراح اصلی قطار بوده‌است. ملانیا در سفر جهانی خود، مدیریت منابع نصب و مسائل کلاس، برخورداری از اقتدار و تصمیمات خود، با فشارهای مهمی در جهت هدایت Snowpiercer روبرو بوده‌است، اختیارات و تصمیمات خود را به چالش می‌کشد و دستور آهن آهنی ویلفورد را در کل قطار برای حفظ آخرین بشریت حفظ می‌کند. او با آگاهی کمی از هویت واقعی خود، ناامید است که اسطوره ویلفورد را حفظ کند و هویت خود را مخفی نگه دارد.[۱]
- دیوید دیگز به عنوان آندره لیتون: آندره، کارآگاه سابق، یک متفکر آرام است که روزهای خود را صرف تمایل به قفس موشهایش در دم می‌کند، و یک شورشی خطرناک که به هماهنگی و رهبری انقلابی در برابر طبقه مظلوم درجه یک کمک می‌کند تا سخت‌تر شود. شرایط زندگی در انتهای دم قطار. از آنجا که او تنها کارآگاه قتل در جهان زنده مانده‌است، وی با کمال میل از ملانیا برای کمک به حل یک سری قتل‌ها محروم می‌شود. درگیر شدن او و کسانی که به آنها اهمیت می‌دهند در مبارزاتی که می‌تواند زندگی را در قطار بالا ببرد. لیتون ضمن جمع‌آوری اطلاعات و پشتیبانی از انقلاب، از موقعیت جدید خود به عنوان کارآگاه قطار برای تحقیقات در مورد قتل‌ها استفاده می‌کند.[۲]
- میکی سامنر در نقش بس فرانسیس تیل: یک برکمن متفکر، همدل و باهوش که بخشی از نیروی امنیتی قطار است، او یک افسر تازه‌کار سال اول دیترویت PD است که در مرحله یخ زدگی شاهد خود تخریب این بخش بود. او خود را در مرکز یک سری قتل‌ها پیدا می‌کند که وضع موجود ناخوشایند قطار را لرزاند. او در رابطه عاشقانه جدی با جینجو قرار دارد و بعداً به کلاس دوم ارتقاء پیدا می‌کند تا با او باشد.[۳]
- الیسون رایت به عنوان روت واردل: معاون ملانیا در مهمان نوازی که به مراقبت از مسافران کلاس اول کمک می‌کند، و نظارت بر درخواست‌های حذف از دم یا نظارت بر درخواست‌ها را انجام می‌دهد، فعالیتهایی که به نظر می‌رسد زیر او است. قبل از یخ زدن، او در کندال یک تختخواب و صبحانه زد و شخصاً هنگام بازدید از مهمان ویلفورد توسط آقای ویلفورد برای اسنوبیرس استخدام شد.[۴]
- آیدو گلدبرگ به عنوان بنت ناکس: یک مهندس در موتورخانه اسنوبیرسر و یکی از معدود افرادی که از هویت ملانیا به عنوان آقای ویلفورد استفاده می‌کند، او یکی از مهندسین اصلی است که به طراحی قطار کمک کرده‌است و او را به معدود مسافری تبدیل می‌کند که عمیق‌ترین اسرار قطار را می‌داند. بعداً مشخص می‌شود که او علاقه عشق ملانیا است.[۵]
- پارک سوزان به عنوان جینجو سونگ: مأمور کشاورزی در اسنوبیرسر که در کلاس دوم زندگی می‌کند، او بهترین آشپز در بهترین رستوران قطار و عضو نخبگان قطار است. او در رابطه جدی عاشقانه ای با بس است و یکی از معدود افرادی است که در شناخت هویت ملانیا به عنوان آقای ویلفورد وجود دارد.[۶]
- کیتی مک گینس در نقش جوزه ولستد (فصل ۱): یک تلی قوی، بدون مزخرف، او از مایلز و سایر کودکان در دم مراقبت می‌کند، و از زمان خود به عنوان دامپزشک قبل از یخ استفاده می‌کند تا از بیمار یا مجروح استفاده کند. او بعد از عزیمت زارا از دم، علاقه عاشق آندره است.[۷] او بخشی از قیام‌های دم بوده‌است و از طرف جامعه خود خطرات بزرگی را به دنبال دارد.
- سام اتو به عنوان جان "اوز" Osweiller: یک Brakeman جوان و شریک Bess به عنوان یک شخصیت پلیس در قطار، او در برخورد با مسافران خشن تر و مستقیم تر از Bess است، اما رفتار او می‌تواند از آسیب‌های عاطفی باشد (وی اشاره کرد). درد از "همه چیز")، که او مواد مخدر خیابان Kronole برای مقابله با او استفاده می‌کند.[۸]
- شیلا وند به عنوان زارا فرامی: همسر سابق آندره که نتوانست با سختگیری‌های زنده ماندن در فقر در قطار سازگاری داشته باشد، دم را ترک کرد تا به عنوان یک باران در Nightcar، به خشم سایر Tailies و دلخراش آندره تبدیل شود. با جذب آندره به عنوان کارآگاه قطار، اکنون مجبور شده‌است با گذشته خود مقابله کند.[۹] بعداً مشخص می‌شود که وی با فرزند لیتون باردار است.
- مایک اوملی به عنوان روشه: براکمن اصلی در نیروی امنیتی برفی، او یک افسر سابق پلیس است. او قبل از سوار بر برفی، این امتیاز را داشت که با ویلفورد واقعی دست تکان بخورد. او و همسرش به دلیل اشتغال در صنایع ویلفورد، از یخ زدگان جان سالم به در بردند، اما دو سه فرزند وی زنده ماندند. او در نهایت تصمیم به پشتیبانی از شورش لیتون گرفت.
- باسو را به عنوان Lilah "LJ" Folger Jr. Annalize کنید: دختر نوجوان جدا شده لیلا و رابرت، او به همراه والدینش در کلاس اول زندگی می‌کند، که در محاصره لوکس و محاصره قرار گرفته‌است. ظاهراً ساکت و کوشا است، بعداً او به عنوان یک روانی قاتل و سادیست شناخته می‌شود، و مغز متفکر قتل‌های سریالی در Snowpiercer که توسط محافظ و دوست پسرش اریک سوتو انجام شده‌است. به دنبال درگذشت پدر و مادرش در انقلاب، وی توسط پیکه از طبقه اول اخراج می‌شود.[۱۰]
- جیلین فلچر به عنوان مایلز: یک تلی که معدود فرزندان در دم است، پدر و مادر و خواهر او هنگام مرگ گروه پناهندگان خود در قطار، جان خود را از دست دادند تا در یخبندان بمیرند، و او را در درجه اول توسط آندره و جوزی بزرگ کرد - بقیه دم از او به عنوان «مایل و مایل» یاد می‌کنند (منظور از اینکه کسی از نام خانوادگی وی آگاهی نداشته باشد). هوشمند و با استعداد، هوش او را به یک کارآموزی آرزو می‌کند که به او اجازه می‌دهد تا از قطار به طبقه دوم حرکت کند. او بعداً سریعاً توسط ملانی منصوب کارآموز موتور شد. گابریل ژاکوب کراس در نقش مایلز جوان بازی می‌کند.[۱۱]
- لنا هال در نقش خانم آدری: خانم اصلی Nightcar، یک طبقه سوم از فحشاء افلاطونی (عمدتاً) از افلاطون و شفابخشی معنوی. او نماینده کلاس سوم قبل از بقیه قطار است و دربارهٔ ظلم اختلافات اجتماعی در برف برفی، بسیار آواز است و فرصت‌هایی را برای مطالبه وجدان اجتماعی بیشتر در قطار، از جمله حمایت از انقلاب لیتون، دنبال می‌کند.[۱۲]
- روبرتو اروینا در نقش خاویر «جاوی» د لا توره: مهندس اتاق موتورسواری Snowpiercer و یکی از معدود افرادی است که در شناخت هویت ملانیا به عنوان آقای ویلفورد وجود دارد، او اغلب در رانندگی قطار یاری می‌کند. او از الگوریتم‌های پیشرفته ای برای پیش‌بینی محیط اطراف Snowpiercer در هر زمان استفاده می‌کند.
- روون بلانچارد به عنوان الکساندرا کاویل (فصل ۲؛ فصل مهمان ۱): دختر ملانیا کاویل. تصور می‌شد وی شش سال پیش در جریان یخبندان درگذشت اما مشخص شد که در فینال فصل ۱ در قطار ویلفورد زنده است.[۱۳]

## انتشار
پخش
این سریال در بهار ۲۰۲۰ از شبکه TNT در ایالات متحده پخش شد، و همچنین مردم سراسر دنیا در خارج از آمریکا و چین نیز می‌توانستند این سریال را از نتفلیکس مشاهده کنند. گروه رسانه ای Huanxi نیز به‌طور اختصاصی دو فصل اول را در چین پخش کرد.